# Qazaqstan Kubogy 1994
La Qazaqstan Kubogy 1994 è stata la 3ª edizione della Coppa del Kazakistan. Il torneo è iniziato il 31 maggio 1994 e si è concluso il 7 novembre 1994.

## Primo turno
| Squadra 1                  | Totale      | Squadra 2      | Andata | Ritorno |
| -------------------------- | ----------- | -------------- | ------ | ------- |
| 31 maggio / 1º luglio 1994 |             |                |        |         |
| Jiger                      | 11 - 3      | Esil           | 10 - 1 | 1 - 2   |
| 31 maggio / 20 luglio 1994 |             |                |        |         |
| Gornıak Hromtaý            | 3 - 2       | Kökşetaw       | 2 - 0  | 1 - 2   |
| Aktyubïnec                 | 3 - 1       | Qairat         | 1 - 0  | 2 - 1   |
| Aqtöbe-Ferro               | 4 - 6       | Munajši        | 2 - 2  | 2 - 4   |
| Yassı                      | 4 - 1       | Jalın          | 3 - 0  | 1 - 1   |
| 31 maggio / 30 luglio 1994 |             |                |        |         |
| Elimaı                     | 3 - 3 (gfc) | Taraz          | 1 - 0  | 2 - 3   |
| 2 giugno / 20 luglio 1994  |             |                |        |         |
| Qaýnar                     | -           | Qaraşıǧanaq    | 2 - 0  | n.d.    |
| 17 luglio / 21 luglio 1994 |             |                |        |         |
| Batır                      | 2 - 4       | Xïmïk Qostanay | 1 - 2  | 1 - 2   |
|                            |             |                |        |         |
| Shahter Qaraǵandy          | -           | Aqsw Aqswkent  | n.d.   | n.d.    |
| Namıs                      | -           | Qaisar         | n.d.   | n.d.    |
| Bolat                      | -           | Cesna          | n.d.   | n.d.    |

## Secondo turno
| Squadra 1                    | Totale | Squadra 2       | Andata | Ritorno |
| ---------------------------- | ------ | --------------- | ------ | ------- |
| 1º agosto / 3 agosto 1994    |        |                 |        |         |
| Yassı                        | 6 - 2  | Gornıak Hromtaý | 3 - 0  | 3 - 2   |
| 3 agosto / 4 agosto 1994     |        |                 |        |         |
| Aktyubïnec                   | 7 - 2  | Xïmïk Qostanay  | 5 - 1  | 2 - 1   |
| 3 agosto / 5 agosto 1994     |        |                 |        |         |
| Bolat                        | -      | Munajši         | 2 - 2  | n.d.    |
| 3 agosto / 20 settembre 1994 |        |                 |        |         |
| Jiger                        | 2 - 1  | Elimaı          | 2 - 0  | 0 - 1   |
|                              |        |                 |        |         |
| Qaraşıǧanaq                  | -      | Vostok Óskemen  | n.d.   | n.d.    |
| Shahter Qaraǵandy            | -      | Namıs           | n.d.   | n.d.    |
| SKİF-Ordabasy                | -      | Ýralec          | n.d.   | n.d.    |
| Añsat                        | -      | Eñbek           | n.d.   | n.d.    |

## Quarti di finale
| Squadra 1                      | Totale | Squadra 2         | Andata | Ritorno |
| ------------------------------ | ------ | ----------------- | ------ | ------- |
| 21 settembre / 11 ottobre 1994 |        |                   |        |         |
| Aktyubïnec                     | 4 - 3  | SKİF-Ordabasy     | 3 - 1  | 1 - 2   |
| 5 ottobre / 22 ottobre 1994    |        |                   |        |         |
| Jiger                          | 0 - 1  | Shahter Qaraǵandy | 0 - 1  | 0 - 0   |
| 8 ottobre / 22 ottobre 1994    |        |                   |        |         |
| Añsat                          | 0 - 3  | Vostok Óskemen    | 0 - 0  | 0 - 3   |
| 21 ottobre / 25 ottobre 1994   |        |                   |        |         |
| Yassı                          | -      | Munajši           | 3 - 3  | n.d.    |

## Semifinali
| Squadra 1                    | Totale | Squadra 2         | Andata | Ritorno |
| ---------------------------- | ------ | ----------------- | ------ | ------- |
| 29 ottobre / 3 novembre 1994 |        |                   |        |         |
| Aktyubïnec                   | 7 - 0  | Munajši           | 3 - 0  | 4 - 0   |
| Vostok Óskemen               | 3 - 2  | Shahter Qaraǵandy | 1 - 1  | 2 - 1   |

## Finale
| Arbitro: | Kwlakov (Almaty) |

|               |           |  |
| Avdeyenko 73’ | Marcatori |  |